# 枝狀彎鮃
枝狀彎鮃為輻鰭魚綱鰈形目鰈亞目牙鮃科的其中一種，為熱帶海水魚，分布於東太平洋區，從加利福尼亞灣至秘魯海域，棲息深度18-100公尺，體長可達35公分，棲息在沙泥底質底層水域，生活習性不明常被拖網捕捉，可作為食用魚。

## 扩展阅读
維基物種上的相關：枝狀彎鮃